# Luigi Delneri
Luigi Delneri (Aquilea, Provincia de Udine, Italia, 23 de agosto de 1950) es un exfutbolista y entrenador italiano. Se desempeñaba en la posición de centrocampista. Actualmente está libre tras dejar el Udinese Calcio de la Serie A italiana.

## Trayectoria

### Como jugador
En su etapa como futbolista, Delneri jugaba como centrocampista. Debutó a nivel profesional con el equipo de su ciudad, el A. S. Aquileia, en 1967; y se retiró en 1985, siendo jugador de la U. S. Opitergina.

### Como entrenador
Inicios
Delneri comenzó a entrenar en 1988, dirigiendo al Pro Gorizia durante tres años. Posteriormente, ocuparía los banquillos de A. S. Partinicaudace, Teramo Calcio, Ravenna Calcio, Novara Calcio y A. S. Nocerina.
Ternana y Empoli
En 1996, se incorporó al Ternana, con el que logró dos ascensos consecutivos de la Serie C2 a la Serie B. 
En 1998, firmó por el Empoli de la Serie A, pero fue cesado en sus funciones antes de comenzar el campeonato a raíz de discrepancias con sus jugadores y con los dirigentes del club.
Tras esta fallida experiencia, regresó al Ternana, aunque no pudo repetir el éxito de su primera etapa, pues terminó siendo despedido tras no poder ganar ninguno de los 9 partidos en los que dirigió al conjunto de Terni.
Chievo Verona
Fichó por el modesto ChievoVerona en el 2000, logrando el primer ascenso de su historia a la Serie A al año siguiente y obteniendo una clasificación para la Copa de la UEFA al terminar quinto en la temporada 2001-02, a un solo punto del 4º clasificado.
FC Oporto
En junio de 2004, se hizo cargo del Oporto, sustituyendo a José Mourinho, pero el descontento de los jugadores con sus métodos precipitaron su marcha del club sólo 36 días después de su llegada y antes del inicio de la temporada.
AS Roma
Llegó al banquillo de la Roma en septiembre de 2004, y si bien no pudo evitar la eliminación en la Liga de Campeones, llevó al equipo a remontar del 14º puesto al 7º en 24 partidos de la Serie A. Sin embargo, decidió dimitir en marzo de 2005.
USC Palermo
En la primera mitad de la temporada 2005-06, dirigió al Palermo, siendo cesado tras encadenar 3 derrotas consecutivas. El equipo siciliano terminaría el campeonato como 8º clasificado (aunque luego fue elevado al 5º puesto tras el escándalo del Calciopoli). 
Chievo Verona
En el curso 2006-07 volvió al ChievoVerona, aunque sin suerte, pues no pudo evitar el descenso del equipo veronés a la Serie B en la última jornada del campeonato.
Atalanta y Sampdoria
Entre 2007 y 2009 llevó las riendas del Atalanta, que obtuvo una cómoda permanencia en las dos temporadas; y en el curso 2009-10 entrenó a la Sampdoria, clasificándola para la ronda previa de la Liga de Campeones al terminar 4ª en la Serie A.
Juventus
Fue contratado por la Juventus de Turín para la temporada 2010-11, pero repitió el 7º lugar en la clasificación que había conseguido el conjunto bianconero en la campaña anterior en la Serie A (el primero que no sirve para jugar ninguna competición europea) y no pudo pasar de la fase de grupos de la Liga Europea, por lo que fue destituido al término de la campaña.
Genoa CFC
En octubre de 2012, tomó el mando del Genoa, equipo al que entrenó durante 13 partidos de la Serie A 2012-13, dejándolo como colista tras 6 derrotas consecutivas.
Hellas Verona
El 1 de diciembre de 2015, se convierte en el nuevo técnico del Hellas Verona. A su llegada, el equipo veronés no había ganado ningún partido en 14 partidos de la Serie A y era colista de la competición. Delneri debutó con victoria (0-1 contra el AC Pavia) en un partido de Copa, aunque luego sería eliminado por el Napoli en la siguiente ronda. Finalmente, en su noveno encuentro de Liga, logró romper el histórico récord negativo del Hellas Verona venciendo por 2-1 al Atalanta. Obtuvo 5 triunfos en la Serie A, pero fue insuficiente para eludir el descenso. Al término de la temporada, el club optó por no renovar al técnico.
Udinese
El 3 de octubre de 2016, reemplaza a Giuseppe Iachini al frente del Udinese Calcio. Logró alejar al conjunto friulano de las últimas posiciones de la clasificación, asegurando la permanencia en la 33ª jornada de la Serie A. Finalmente, el equipo terminó como 13.er clasificado con 45 puntos, y el club renovó el contrato con el técnico de Aquilea por un año más. El 21 de noviembre de 2017, tras conseguir 4 victorias y 8 derrotas en las 12 primeras jornadas de la Serie A, fue despedido por el Udinese.

## Clubes y estadísticas

### Como futbolista
| Club              | País   | Año       | Partidos | Goles |
| ----------------- | ------ | --------- | -------- | ----- |
| A. S. Aquileia    | Italia | 1967-1968 |          |       |
| Ars et Labor 1907 | Italia | 1968-1972 | 66       | 0     |
| U. S. Foggia      | Italia | 1972-1974 | 51       | 5     |
| Novara Calcio     | Italia | 1974-1975 | 33       | 1     |
| U. S. Foggia      | Italia | 1975-1978 | 92       | 6     |
| Udinese Calcio    | Italia | 1978-1980 | 59       | 7     |
| U. C. Sampdoria   | Italia | 1980-1981 | 33       | 1     |
| Lanerossi Vicenza | Italia | 1981-1982 | 31       | 4     |
| A. C. Siena       | Italia | 1982-1983 | 24       | 1     |
| Pro Gorizia       | Italia | 1983-1984 | 32       | 8     |
| U. S. Opitergina  | Italia | 1984-1985 |          |       |

### Como entrenador
| Club                 | País     | Año       | P   | PG | PE | PP | % v.  |
| -------------------- | -------- | --------- | --- | -- | -- | -- | ----- |
| Pro Gorizia          | Italia   | 1986-1989 | 94  | 36 | 43 | 15 | 38.3  |
| A. S. Partinicaudace | Italia   | 1989-1990 | 34  | 16 | 14 | 4  | 47.06 |
| Teramo Calcio        | Italia   | 1990-1991 | 34  | 14 | 13 | 7  | 41.18 |
| Ravenna Calcio       | Italia   | 1991-1992 | 38  | 16 | 18 | 4  | 42.11 |
| Novara Calcio        | Italia   | 1992-1994 | 68  | 25 | 30 | 13 | 36.76 |
| A. S. Nocerina       | Italia   | 1994-1996 | 70  | 34 | 24 | 12 | 48.57 |
| Ternana Calcio       | Italia   | 1996-1998 | 71  | 39 | 25 | 7  | 54.93 |
| Empoli F. C.         | Italia   | 1998      | 0   | 0  | 0  | 0  | 0     |
| Ternana Calcio       | Italia   | 1998-1999 | 9   | 0  | 5  | 4  | 0     |
| A. C. ChievoVerona   | Italia   | 2000-2004 | 154 | 65 | 48 | 41 | 42.21 |
| F. C. Oporto         | Portugal | 2004      | 0   | 0  | 0  | 0  | 0     |
| A. S. Roma           | Italia   | 2004-2005 | 31  | 11 | 8  | 12 | 35.48 |
| U. S. Palermo        | Italia   | 2005-2006 | 31  | 11 | 11 | 9  | 35.48 |
| A. C. ChievoVerona   | Italia   | 2006-2007 | 36  | 9  | 13 | 14 | 25    |
| Atalanta B. C.       | Italia   | 2007-2009 | 79  | 26 | 20 | 33 | 32.91 |
| U. C. Sampdoria      | Italia   | 2009-2010 | 40  | 20 | 10 | 10 | 50    |
| Juventus F. C.       | Italia   | 2010-2011 | 50  | 20 | 19 | 11 | 40    |
| Génova F.C.          | Italia   | 2012-2013 | 13  | 2  | 2  | 9  | 15.38 |
| Hellas Verona F. C.  | Italia   | 2015-2016 | 26  | 6  | 7  | 13 | 23.08 |
| Udinese Calcio       | Italia   | 2016-2017 | 44  | 15 | 8  | 21 | 34.09 |
| Fuente               |          |           |     |    |    |    |       |

## Palmarés

### Como futbolista

#### Campeonatos nacionales
| Título                    | Club              | País   | Año     |
| ------------------------- | ----------------- | ------ | ------- |
| Copa Italia de la Serie C | Lanerossi Vicenza | Italia | 1981-82 |

#### Copas internacionales
| Título       | Club           | País   | Año     |
| ------------ | -------------- | ------ | ------- |
| Copa Mitropa | Udinese Calcio | Italia | 1979-80 |

### Distinciones individuales
| Distinción                       | Año  |
| -------------------------------- | ---- |
| Entrenador del Año en la Serie A | 2002 |